# Araucaria bidwillii
Cet article possède un paronyme, voir Bunya.
Espèce
Classification phylogénétique
Statut de conservation UICN

 LC  : Préoccupation mineure
Le bunya-bunya (Araucaria bidwillii) est une espèce de conifères à feuillage persistant de la famille des Araucariaceae, endémique de l'est de l'Australie (sud-est du Queensland et nord-est de la Nouvelle-Galles du Sud). Il peut atteindre cinquante mètres de haut.
Son nom vernaculaire provient de sa désignation en langue aborigène d'Australie. Quant à son nom scientifique, il le doit à William Jackson Hooker, qui le nomma en hommage à John Carne Bidwill.
Édouard Heckel a fait introduire cette espèce à la Réunion à la fin du XIXe siècle, envoyant des spécimens au jardin botanique de Saint-Denis.
Les cônes femelles de cet arbre (pommes de pin) peuvent atteindre 35 centimètres de diamètre et peser jusqu'à 10 kilos. Bien qu'il n'y ait jamais eu d'accident mortel, ces cônes tombant d'une hauteur parfois supérieure à 40 m peuvent causer des blessures graves.

## Images

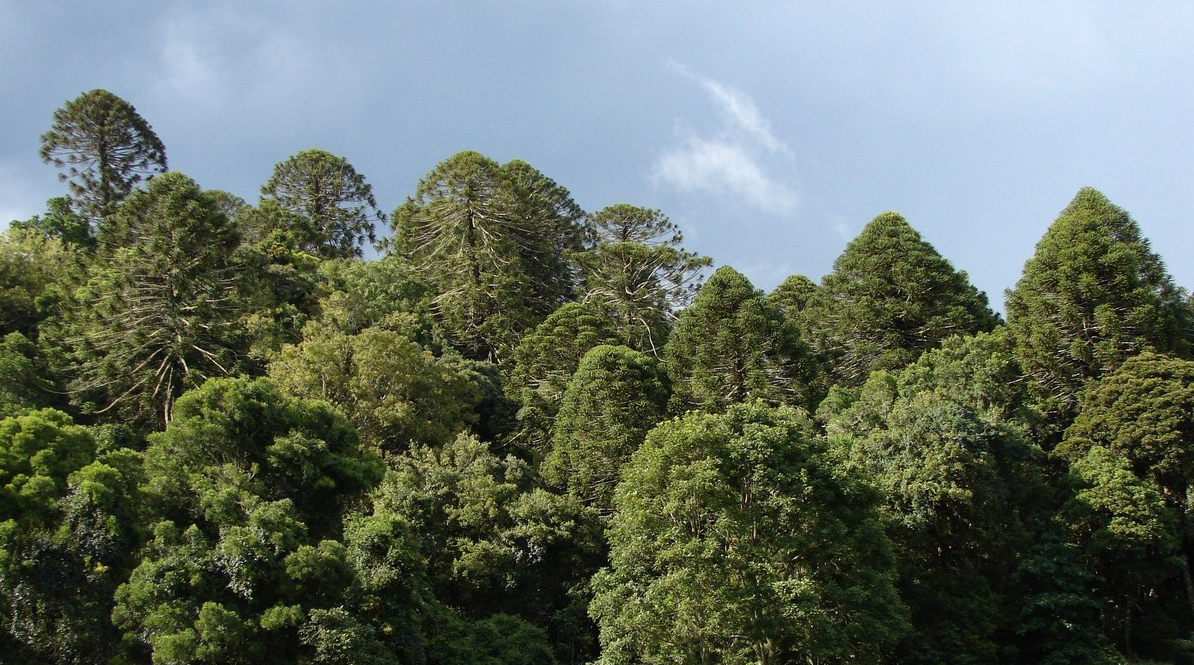
Forêt d'Araucaria bidwillii, parc national des Monts Bunya, sud du Queensland.
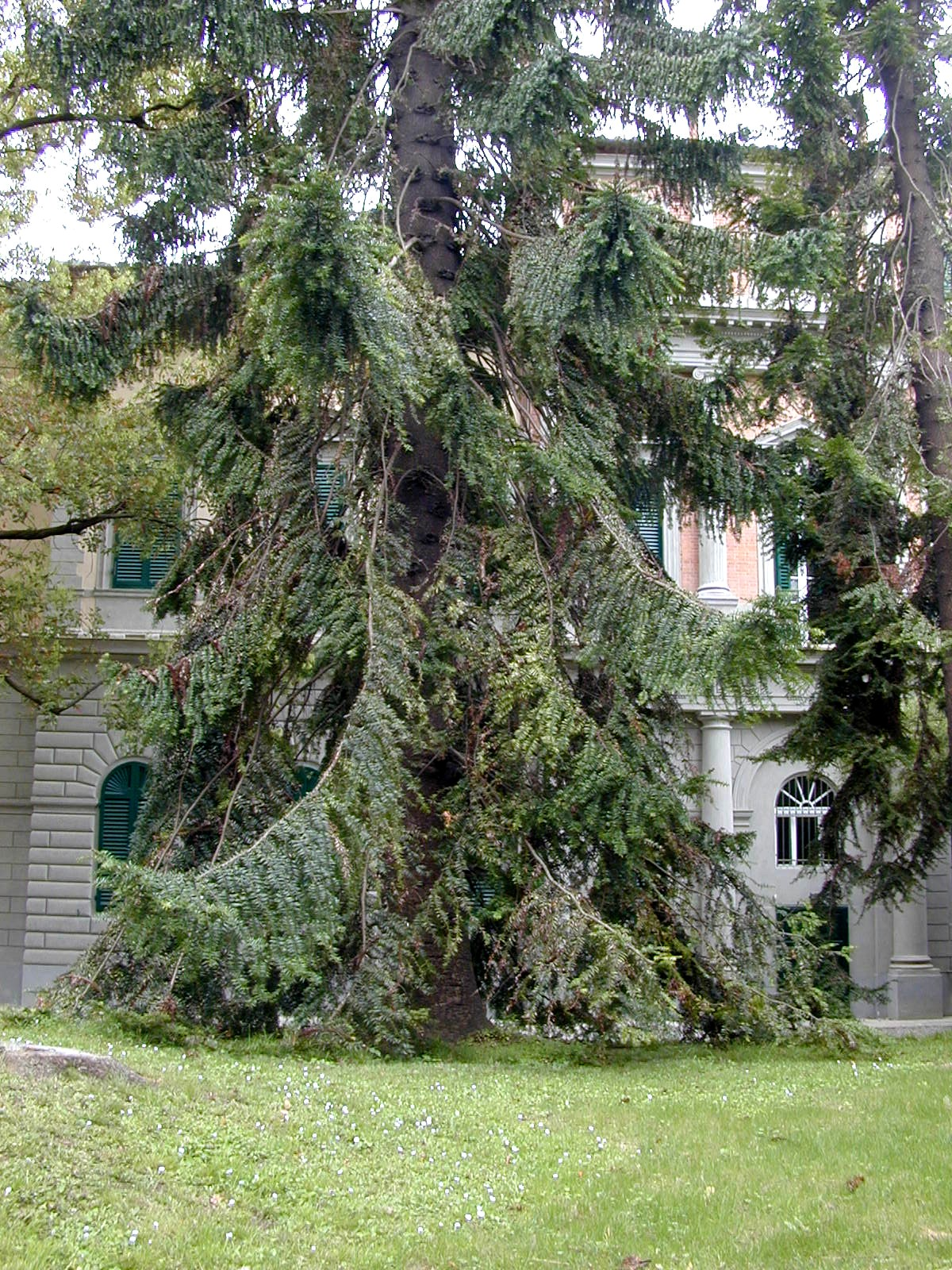
Araucaria bidwillii femelle.
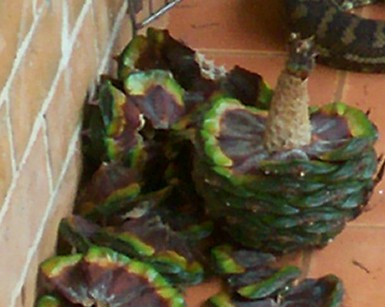
Fruit de l'Araucaria bidwillii.